# بخش مرکزی شهرستان پردیس
بخش مرکزی یکی از بخش‌های شهرستان پردیس استان تهران ایران است.این بخش در ۱۸ آذر ۹۹ با تصویب هیئت دولت تشکیل گردید.

## تقسیمات کشوری
- بخش مرکزی شهرستان پردیس
  - دهستان باغ کمش
  - دهستان کرشت

شهر: پردیس

## جمعیت
بنابر سرشماری مرکز آمار ایران، جمعیت بخش مرکزی شهرستان پردیس در سال ۱۳۹۵ برابر با ۷۸،۵۴۴ نفر بوده است.